# Fraternitas Rosae Crucis

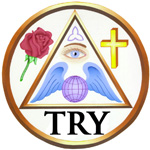
Эмблема FRC

Fraternitas Rosae Crucis ((англ. Fraternity of the Rosy Cross) Братство Розового Креста или FRC) — братская организация розенкрейцеров, основанная Паскалем Беверли Рэндольфом в 1858 году и старейшим орденом розенкрейцеров в США. Они также управляют корпорацией Beverly Hall и центром здоровья Clymer в близлежащем Quakertown, штат Пенсильвания.
Они утверждает, что является «подлинным Розенкрейцерским Братством, которое было впервые учреждено в Германии в 1614 году».

## История
Первая ложа FRC была основана в Сан-Франциско в 1861 году и вскоре закрылась. В 1871 году члены FRC основали еще одну ложу в Бостоне и в 1874 году, восстановленный в Сан-Франциско. В 1875 году они окончательно обосновались в Филадельфии.
В то время как Климер возглавлял орден, FRC утвердился в Беверли-Холле, в Quakertown.

## Великие Мастера
- Рэндольф, Паскаль Беверли (1858—1875)
- Freeman B. Dowd (1875—1907)
- Edward H. Brown (1907—1922)
- R. Swinburne Clymer (1922—1966)
- Emerson Myron Clymer (1966—1983)
- Gerald E. Poesnecker (1983—2003)
- William Kracht (2003-Present)